# Laponia (Szwecja)
Laponia (szw. Lappland) – najbardziej na północ wysunięta prowincja historyczna (landskap) Szwecji, od zachodu granicząca z Norwegią, od północnego wschodu z Finlandią, od wschodu z Norrbotten i Västerbotten oraz od południa z Ångermanland i Jämtland.